# Erbuntertänigkeit
Die Erbuntertänigkeit (auch Patrimonialhierarchie oder Grundherrschaft) war eine besondere Form der wirtschaftlichen und persönlichen Abhängigkeit des Bauern vom Grundherrn ähnlich der Leibeigenschaft und fand nach Jahrhunderten der Auseinandersetzungen und Aufständen der Bauern ein rechtlich fundiertes Ende nach dem Revolutionsjahr 1848 mit der Bauernbefreiung.

## Eingrenzung
Die Erbuntertänigkeit bedeutete kein privatrechtliches Eigentumsrecht über Menschen nach Art der Sklaverei oder der strengen Form der Leibeigenschaft, wie sie z. B. in Russland bis 1861 vorherrschte. Die Patrimonialhierarchie beruhte auf der öffentlich-rechtlichen Hoheitsgewalt des Gutsherrn über den Untertanen mit besonderer rechtlichen Entwicklung in der Frais, einem Grenzland zwischen Bayern und Böhmen, und war seit etwa 1709 auch in Ostdeutschland, vornehmlich in Preußen unter der Bezeichnung Lasswirtschaft, verbreitet. Sie ersetzte die dort bis dahin sehr streng und willkürlich ausgeübte Leibeigenschaft und wurde im Zuge der Preußischen Reformen gelockert.

## Merkmale
Merkmale der Erbuntertänigkeit waren der Schollenzwang (glebae adscriptio), Abgaben- und Arbeitspflicht (Frondienste) und Gesindezwang für die Angehörigen. Als Ausgleich dafür existierte für die mittellosen Erbuntertänigen ein gewisser Schutz bei Alter, Krankheit und in der Bestattungsfürsorge.
Erstmals wurde unter der Erbuntertänigkeit in Friedenszeiten das Bauernlegen durch den Grundherrn zum Zwecke der Eigennutzung erschwert.